# 무함마드 후사인 타바타베

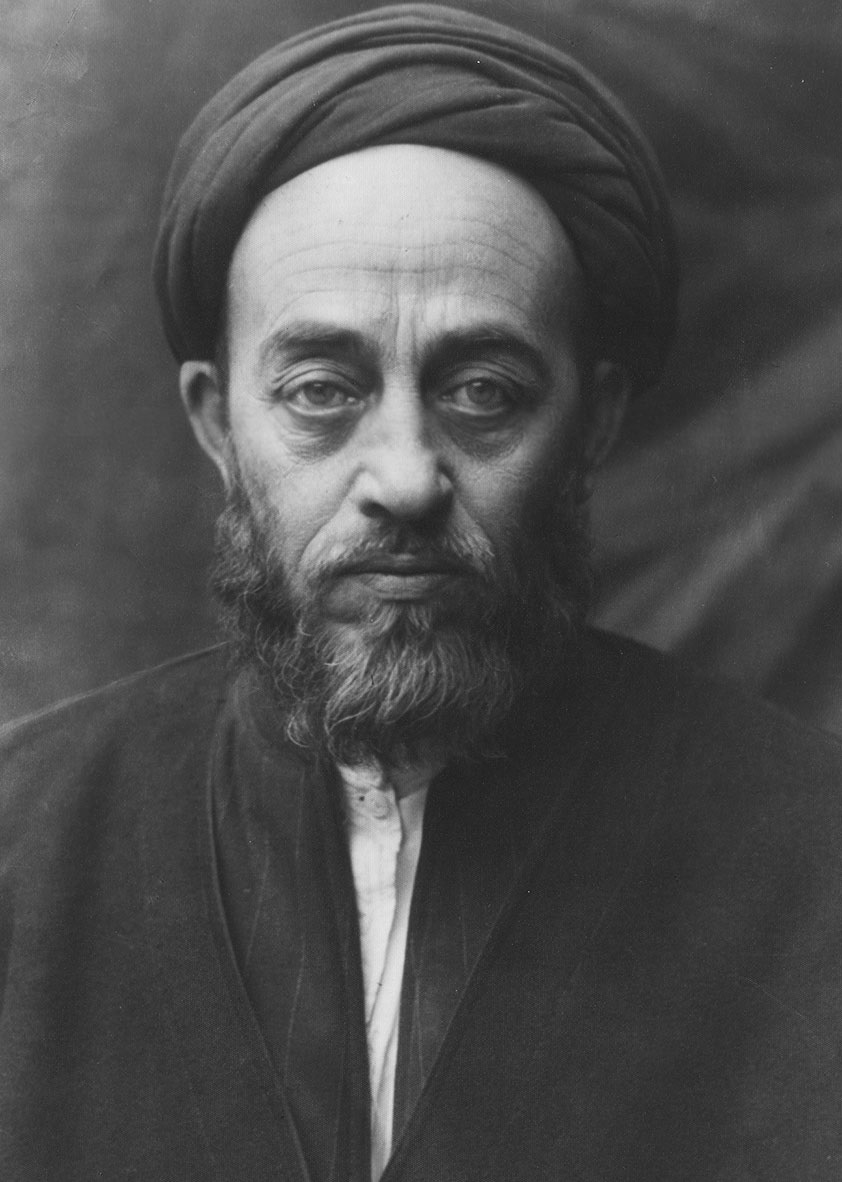
무함마드 후사인 타바타베

무함마드 후사인 타바타베(페르시아어: محمد حسین طباطبائی, 영어: Muhammad Husayn Tabatabaei, 1892년 ~ 1981년 11월 15일)는 근대 시아 이슬람에서 가장 저명했던 학자이자 철학가였다. 그는 꾸란 해석과 관대함으로 유명했다.
타브리즈에서 태어났으며 이 지역은 이란 북서쪽에 가까웠다. 나자프에서 미자르 알리 카디라는 학자 수하에서 공부했다.
그는 철학가이자 작가로서 널리 이름을 떨쳤으며 정치적으로 관여하기보다는 이슬람 율법학에 평생을 바쳤다. 그의 수제자 중에는 이란의 초대 정치가도 대거 포함돼 있었으며 다른 제자들은 정치 외 분야에서 영역을 넓혔다.
철학과 시아파 교리에 대해서 연구한 그는 나자프에서 대부분의 대작을 남겼다. 가장 중요한 그의 저서 주 하나는 Usul-i falsafeh va ravesh-e-realism이며 현실주의에 대한 방법과 철학의 원칙이라는 뜻이다. 5권으로 출판돼 해석본을 포함한 저서다.
이슬람 철학에 대해 몰두했으며 그의 여러 대작은 시아파의 역사를 되새기는 작품이기도 했다. 그의 책은 영어로 후에 번역되기도 했으며 시아파에 대한 오해와 편견을 없애고 다양한 무슬림 학교 교육에 대해 알리는 계기로 작용했다.
그는 뛰어난 시인이기도 했으며 거의 페르시아어나 아랍어로 시작했다. 여러 칼럼이나 기사, 에세이를 쓰기도 했다. 그가 쓴 책은 전체적으로 44권에 이른다.

## 같이 보기
- 이슬람 철학